# エドマンド・モーティマー (俳優)
エドマンド・モーティマー（Edmund Mortimer, 1874年8月21日 - 1944年5月21日）は、アメリカ合衆国の俳優、映画監督、脚本家である。本名エドマンド・モーティマー・オルスン（Edmund Mortimer Olson）、エドワード・モーティマー（Edward Mortimer）、エドウィン・モーティマー（Edwin Mortimer）ともクレジットされた。

## 人物・来歴
1874年（明治7年）8月21日、ニューヨーク州ニューヨーク市に生まれる。
当初のキャリアは舞台俳優である。1904年（明治37年）12月から1905年（明治38年）11月にかけての約1年間、ニューヨーク西42番街のルー・M・フィールズ劇場で It Happened in Nordland の舞台に立った記録がある。1913年（大正2年）まで舞台で活躍している。
満40歳を迎える1914年（大正3年）、ハーバート・ブレノン監督の短篇映画 Watch Dog of the Deep に「エドワード・モーティマー」の名で出演したのが、もっとも古い映画への出演記録で、以降、映画俳優に転向、インディペンデント・ムーヴィング・ピクチャーズの作品に出演する。1915年（大正4年）に同社を離れ、1916年（大正5年）、クララ・キンボール・ヤングが主宰するプロダクションで彼女の主演作『日蔭の女』に出演した後、1918年（大正7年）にクララが主演する同社のサイレント映画 The Savage Woman で監督としてデビュー、以降、監督業に専念する。同年、ユニヴァーサル・フィルム・マニュファクチュアリング・カンパニー（現在のユニバーサル・ピクチャーズ）傘下のブルーバード映画で、カーメル・マイヤースを主演に『社交界の花形』を監督、同作は日本でも公開された。1928年（昭和3年）、マーガレット・リヴィングストン主演のサイレント映画『男性の敵』を監督したのを最後に、監督業を廃業する。
1930年（昭和5年）以降、トーキーにノンクレジットで出演する脇役俳優となり、最晩年まで映画出演を続け、サム・ウッドが監督した『サラトガ本線』にノンクレジットで出演したのが最後となった。
1944年（昭和19年）5月21日、カリフォルニア州ロサンゼルス市で死去した。満69歳没。遺作となった『サラトガ本線』は没後の1945年（昭和20年）11月21日に公開された。

## フィルモグラフィ
特筆を除きすべて出演作である。1930年代以降のトーキーの時代に300作近い作品に、ノンクレジットで脇役・端役として出演しているが、割愛した。

### 1910年代
- Watch Dog of the Deep : 監督ハーバート・ブレノン、1914年 - 「エドワード・モーティマー」名義で出演
- Forgetting : 監督ホバート・ヘンリー、1914年 - 出演
- Neptune's Daughter : 監督ハーバート・ブレノン、1914年 - 出演・役 Duke Boris
- The Dawn of the New Day : 監督不明、1914年 - 出演
- The Fatal Step : 監督不明、1914年 - 出演
- The Adventures of a Girl Reporter : 監督不明、1914年 - 出演
- The Witch Girl : 監督ウォルター・エドウィン、1914年 - 出演
- The Heart of the Night Wind : 監督ウォルター・エドウィン、1914年 - 出演
- The Coward[5] : 監督不明、共演ドロシー・フィリップス、1914年 - 「エドワード・モーティマー」名義で主演
- As Ye Sow : 監督フランク・ホール・クレイン、1914年 - 出演・役 Steven Stetson
- A Gentleman of Art : 監督スチュアート・ペイトン、1915年 - 出演
- The Moonstone : 監督フランク・ホール・クレイン、1915年 - 出演・役 John Herncastle
- 『日蔭の女』 The Common Law : 監督アルベール・カペラーニ、1916年 - ノンクレジット出演・役 Unknown
- The Savage Woman : 主演クララ・キンボール・ヤング、1918年 - 監督 （初監督作）
- 『社交界の花形』 A Society Sensation : 脚本ポール・パウエル、主演カーメル・マイヤース、1918年 - 監督
- The Road Through the Dark : 主演クララ・キンボール・ヤング、1918年 - 監督
- The Hushed Hour : 主演ウィンター・ホール、1919年 - 監督

### 1920年代
- 『ヴァレンタイン』 Alias Jimmy Valentine : 共同監督アーサー・リプリー、主演バート・ライテル、1920年 - 監督
- The Misfit Wife : 主演アリス・レイク、1920年 - 「エドウィン・モーティマー」名義で監督
- The County Fair : 主演ヘレン・ジェローム・エディ、1920年 - 監督
- 『燃ゆる青春』 Railroaded : 主演ハーバート・ローリンソン、1923年 - 監督
- The Broad Road : 主演リチャード・トラヴァース、1923年 - 監督・脚本
- 『地の極み迄』 The Exiles : 主演ジョン・ギルバート、1923年 - 監督
- 『ブロードウェイ颪』 Just Off Broadway : 主演ジョン・ギルバート、1924年 - 監督
- 『狼の血』 The Wolf Man : 主演ジョン・ギルバート、1924年 - 監督
- 『巴里の狂乱』 A Man's Mate : 主演ジョン・ギルバート、1924年 - 監督
- Against All Odds : 主演バック・ジョーンズ、1924年 - 監督
- That French Lady : 主演シャーリー・メイスン、1924年 - 監督
- 『悍馬宙を飛ぶ』 The Desert Outlaw : 主演バック・ジョーンズ、1924年 - 監督
- 『憂きも辛きも何のその』 Star Dust Trail : 主演シャーリー・メイスン、1924年 - 監督
- 『笑撃男児』 The Arizona Romeo : 主演バック・ジョーンズ、1925年 - 監督
- Gold and the Girl : 主演バック・ジョーンズ、1925年 - 監督
- Scandal Proof : 主演シャーリー・メイスン、1925年 - 監督
- The Prairie Pirate : 主演ハリー・ケリー、1925年 - 監督
- 『赤い谷から来た男』 The Man from Red Gulch : 主演ハリー・ケリー、1925年 - 監督
- Satan Town : 主演ハリー・ケリー、1926年 - 監督
- 『男性の敵』 A Woman's Way : 主演マーガレット・リヴィングストン、1928年 - 監督（最終監督作）

## 関連事項
- 42番街 (マンハッタン) （en:42nd Street (Manhattan)）
- インディペンデント・ムーヴィング・ピクチャーズ （en:Independent Moving Pictures）

## 註
1. 1 2 3 4 5 6 7 8 9 10 11  Edmund Mortimer, Internet Movie Database （英語）, 2010年6月15日閲覧。
2. 1 2  Edmund Mortimer, Internet Broadway Database （英語）, 2010年6月15日閲覧。
3. ↑  『ブルーバード映画の記録』 : 製作・著・発行山中十志雄・塚田嘉信、1984年4月、p.60-63.
4. ↑  Saratoga Trunk - IMDb（英語）, 2010年6月15日閲覧。
5. ↑  『哨兵』とは原題の同名異作。The Coward - IMDb（英語）, 2010年6月15日閲覧。